# لايونيل لويس
لايونيل لويس (16 ديسمبر 1982 بسنغافورة - ) هو لاعب كرة قدم سنغافوري في مركز حراسة المرمى. شارك مع منتخب سنغافورة لكرة القدم. أما مع النوادي، فقد لعب مع نادي غيلانغ إنترناشونال ونادي هوم يونايتد ويانج لايونز.

## مسيرته الكروية
لعب لايونيل لويس خلال مسيرته الاحترافية مع 3 أندية في ثلاثة عشر موسمًا ولم يسجل خلالها أي هدف ضمن 293 مباراة. حيث فاز في موسمين بالكأس وفي موسم واحد بالدوري.
خاض لايونيل لويس مسيرته مع نادي غيلانغ إنترناشونال في عامي 2001-2003 ولمدة موسمين، مشاركًا في 60 مباراة ولم يسجل أي هدف. ثم انتقل إلى نادي يانج لايونز في موسم 2003 واستمر معه طيلة ثلاثة مواسم، حيث شارك في 45 مباراة ولم يسجل أي هدف أيضًا. لينتقل بعدها إلى نادي هوم يونايتد في موسم 2005 ليلعب معه ثمانية مواسم، مشاركًا في 188 مباراة ولم يسجل أي هدف أيضًا.

## وصلات خارجية
- لايونيل لويس على موقع الاتحاد الدولي (مؤرشف)  (الإنجليزية)
- لايونيل لويس على موقع قاعدة بيانات كرة القدم.إي يو (الإنجليزية)
- لايونيل لويس على موقع ناشيونال فوتبول تيمز (الإنجليزية)
- لايونيل لويس على موقع Soccerway.com (الإنجليزية)